# Cal (2013)
Cal is een Britse dramafilm die het vervolg is op Shank. Net zoals in Shank is de homoseksuele geaardheid van de hoofdpersoon Cal een van de hoofdthema's.

## Verhaal
Cal keert terug uit het Europese vasteland naar Bristol als hij hoort dat zijn moeder in het ziekenhuis ligt. Zoals in zoveel steden heersen hier ook moeilijke economische tijden door de wereldwijde economische crisis. Opstootjes zijn er bijna iedere nacht omdat de jeugdwerkloosheid stijgt. Zijn tante Jane woont nu in een opvangtehuis en probeert hem te verleiden om aan het gebrek aan welvaart te ontsnappen. Cal ontmoet een dakloze student en helpt hem. Daardoor komt Cal echter ook in contact met een drugsdealende pooier. Er ontstaat een race tegen de klok om vrede te sluiten met zijn moeder en om zo snel mogelijk uit de stad te komen.